# Wrota Wyobraźni
Wrota Wyobraźni – seria wydawnicza wydawnictwa Amber. Prezentowana jest w niej dziecięca i młodzieżowa literatura fantastyczna.

## Tytuły wydane w ramach serii[2]
- Błędny rycerz (Barlow Steve, Skidmore Steve)
- Abarat (Barker Clive)
- Abarat: Dni magii, noce wojny (Barker Clive)
- Abramakabra, czyli Jak załatwić mafię (Gliori Debi)
- Abramakabra, czyli Piekielna inwazja (Gliori Debi)
- Abramakabra, czyli Sklonuj się (Gliori Debi)
- Amulet z Samarkandy (Stroud Jonathan)
- Chłopiec lew (Corder Zizou (właśc. Young Louisa, Young Isabel Adomakoh))
- Chłopiec lew: Pościg (Corder Zizou (właśc. Young Louisa, Young Isabel Adomakoh))
- Cierniowe ogry z Wiedźmolasu (Jarvis Robin)
- Czarnoksiężnik Kadehar (L'Homme Erik)
- Dom Skorpiona (Farmer Nancy)
- Dziewięć żywotów Christophera Chanta (Jones Diana Wynne)
- Gwiazda Zagłady (Taylor Graham Peter)
- Księga Martwych Dni (Sedgwick Marcus)
- Łowca Burz (Stewart Paul, Riddell Chris)
- Łzy salamandry (Dickinson Peter Malcolm de Brissac)
- Magiczna mieszanka (Jones Diana Wynne)
- Magowie z Caprony (Jones Diana Wynne)
- Mennymsowie (Waugh Sylvia)
- Mennymsowie na wygnaniu (Waugh Sylvia)
- Mennymsowie opuszczeni (Waugh Sylvia)
- Mennymsowie w pułapce Waugh Sylvia)
- Mennymsowie żyją (Waugh Sylvia)
- Miasto Masek (Hoffman Mary)
- Misja "Błyskawica" (Horowitz Anthony)
- Oko Golema (Stroud Jonathan)
- Otto i latające bliźniaczki (Haptie Charlotte)
- Pan Sha (L'Homme Erik)
- Po drugiej stronie snów (Webb Catherine (pseud. Griffin Kate))
- Północ nad Sanctaphraksem (Stewart Paul, Riddell Chris)
- Spisek w królestwie czarów (Jones Diana Wynne)
- Śmigoksiężnik (Barlow Steve, Skidmore Steve)
- Śrubziemie, czyli Totalnie zakręcony świat (Stewart Paul, Riddell Chris)
- Tersjasz (Taylor Graham Peter)
- Trollogia(Wooding Chris)
- Twarz cienia (L'Homme Erik)
- Upadek w mrok (Sedgwick Marcus)
- W lustrze snów (Webb Catherine (pseud. Griffin Kate))
- Wrota Ptolemeusza (Stroud Jonathan)
- Za Kresoborem (Stewart Paul, Riddell Chris)
- Zaklinacz Cieni (Taylor Graham Peter)
- Złoto drapieżcy (Reeve Philip)
- Zmory Alaizabel (Wooding Chris)
- Żywe maszyny (Reeve Philip)